# Dion-le-Val
Dion-le-Val (en wallon  Dion-l-Vå) est un village de la commune belge de Chaumont-Gistoux située en Région wallonne dans la province du Brabant wallon.
C'était une commune à part entière avant la fusion des communes de 1970.

## Toponymie

### Forme ancienne
- 1136 : Dion inferior

### Étymologie
Village dans la vallée (latin uallem) ou en aval sur le Dion,.

## Démographie
- Sources:INS, Rem:1831 jusqu'en 1970=recensements, 1976= nombre d'habitants au 31 décembre

## Histoire
Le village fut une possession de l'Abbaye d'Aulne.
Famille de Dion : trois pierres tombales des seigneurs de l'endroit.
Famille d'Alsace Hennin Liétard : deux autres pierres tombales. 
Famille t'Serclaes.
En 1970, Dion-le-Val fusionna avec Dion-le-Mont pour former la commune de Dion-Valmont.